# 高木義人
高木 義人（たかぎ よしと、1886年（明治19年）4月10日 - 1956年（昭和31年）8月15日）は、日本の政治家、陸軍軍人。最終階級は陸軍中将。政治家としては衆議院議員を歴任した。長野県出身。陸士19期、陸大26期。

## 経歴
長野県南安曇郡高家村（現在の安曇野市）出身。松本中学を経て、1907年（明治40年）5月、陸軍士官学校（19期）を卒業し、同年12月、歩兵少尉に任官。1914年（大正3年）には陸軍大学校（26期）を卒業した。浦塩派遣軍参謀、参謀本部員、第14師団参謀、第6師団参謀、台湾歩兵第1連隊大隊長、奉天独立守備第2大隊長、福井連隊区司令官、歩兵第26連隊長、第8師団参謀長、歩兵第39旅団長などを歴任し、1938年（昭和13年）7月15日には留守第2師団長に就任し、1939年（昭和14年）3月9日陸軍中将に進級した。その間、シベリア出兵・満州事変・日中戦争に従軍した。1940年（昭和15年）10月31日、予備役編入。
1942年（昭和17年）、第21回衆議院議員総選挙に翼賛政治体制協議会の推薦を得て宮城2区（当時）から出馬し、当選を果たした。在任中、選挙区の石巻市から任期満了を機に市長を岩崎孫八（元陸軍中佐）から高木に替えようとする動きがあり、一部の市議が高木を市長にしようと画策したが、高木が辞退したため、石巻市長には就かなかった。
1945年（昭和20年）4月1日、召集されて仙台師管区司令官に補され、同時に衆議院議員を退職となる。敗戦により同年12月1日に復職。その後は公職追放となった。

## 栄典
勲章等
- 1940年（昭和15年）8月15日 - 紀元二千六百年祝典記念章[14]